# Enrique Valdelvira Ibáñez
Enrique Valdelvira Ibáñez (Madrid, 28 de febrero de 1942- ibídem, 24 de enero de 1977) fue un abogado laboralista y profesor de historia español, miembro del PCE y de CCOO, que murió asesinado en el bufete de abogados donde trabajaba, en la calle Atocha de Madrid en la llamada matanza de Atocha.

## Biografía
Valdelvira, cuyo padre pertenecía al Sindicato Vertical franquista, estudió la carrera de Derecho en la Universidad San Pablo CEU y posteriormente en la Universidad Complutense de Madrid. Además de ejercer la abogacía, era profesor de Historia vocacional. Sus mayores referencias ideológicas fueron Salvador Allende y su vía pacífica al socialismo y la Revolución de los Claveles. Esto propició su acercamiento al PCE y al despacho multidisciplinar DEICINSA, que asesoraba a los vecinos de los barrios más pobres en materia urbanística. También le influyó mucho otro abogado laboralista, Jaime Sartorius, con el que trabajó en uno de los principales bufetes de la época, situado en la calle Españoleto.
Como muchos de sus compañeros abogados, Valdelvira trabajaba en varios despachos. El suyo se encontraba en la calle de la Magdalena. Comenzó a trabajar con uno de sus futuros compañeros en Atocha 55, Javier Sauquillo, en la protección a algunas personas que habían sufrido la expropiación de sus viviendas de manos de varias empresas constructoras. Enrique Valdelvira entró en el mundo del derecho laboral junto con un amigo, José Ignacio D'Olhaberriague. Ambos hombres estaban fascinados con la posibilidad de trabajar con las grandes figuras de esta especialidad legal. 
Cuando entró a colaborar en el despacho de Manuela Carmena, ya era uno de los abogados más veteranos, junto con Miguel Sarabia. Enrique Valdelvira "no era en absoluto el típico abogado que recitaba leyes jurídicas, sino todo lo contrario: siempre tenía una solución imaginativa para todos los casos. Un gran orador y un gran maestro". Físicamente, Valdelvira no se parecía a los abogados más clásicos, y como muchos de sus compañeros, se había dejado crecer la barba. 
La noche del 24 de enero de 1977, Enrique Valdelvira se presentó en el despacho de Atocha con una nueva capa que estrenaba ese mismo día y varios bocadillos de jamón serrano a repartir con sus compañeros. Cuando los asesinos entraron al despacho, Valdelvira les pidió permiso para apagar el cigarrillo que estaba fumando. Su muerte fue prácticamente instantánea, e ingresó cadáver en el hospital Francisco Franco. Tenía 34 años. Al recibir los disparos, cayó encima de su compañero y amigo Alejandro Ruiz-Huerta, salvándole la vida. 
En el momento de su muerte, Enrique Valdelvira estaba casado con Teresa Villar, con la que tenía un hijo, Iván, que nació en 1976, y que por tanto no tenía ni un año cuando su padre fue asesinado. En el juicio por la matanza de Atocha, Jaime Sartorius, amigo personal de Valdelvira, asumió la defensa de su viuda.

## Homenajes
El 11 de enero de 2002, el Consejo de Ministros le concedió a título póstumo la Gran Cruz de la Orden de San Raimundo de Peñafort.